# معركة الكوت (1917)
حدثت معركة كوت العمار الثانية في 23 فبراير 1917، بين القوات البريطانية والقوات العثمانية في مدينة الكوت في العراق شرقي بغداد. وهذه المعركة هي جزء من حملة بدأت في ديسمبر 1916 شنتها القوات البريطانية هدفها التوجه نحو بغداد والسيطرة عليها، وتتكون من خمسين ألف جندي ذي أصول هندية في الغالب، تم تقسيمهم إلى فيلقان.
استطاعت القوات البريطانية بقيادة ستانلي مود من استعادة السيطرة على المدينة، غير أنَّ القوات العثمانية لم تُحاصر داخل المدينة، حيث تمكن الجنرال الكردي كاظم قره بكر من الهروب بباقي جنوده المقدر عددهم ب 2500 جندي. واستمرت بعد ذلك الأساطيل البحرية للبريطانيين في ملاحقتهم عبر نهر دجلة.
بعد المعركة تقدمت القوات البريطانية إلى ما بعد الكوت بمائة كيلومتر، حيث توقفت هناك لانتظار الإمدادات، ومن ثم تابعت مسيرتها نحو بغداد.